# ناصر خسرو
ناصر خسرو القبادیاني المروزي (394ـ 453هـ/ 1003 - 1061م) رحالة وشاعر وفيلسوف فارسي، اعتنق المذهب الشيعي الإسماعيلي وعمل داعيًا له. له كتاب الأسفار أو السفرنامة، الذي دوّن فيه أخبار أسفاره في أرجاء العالم الإسلامي، وامتاز بوصف دقيق لبيت المقدس ووصف نادر لأحوال وسط الجزيرة العربية وشرقها أيام القرامطة والأخيضريين في القرن الخامس الهجري (الحادي عشر الميلادي). الكتاب باللغة الفارسية ويتمتع بقدر من الشعبية في إيران، إلا أنه مترجم أيضًا إلى العربية.

## نسبه ومولده
هو أبو معين الدين ناصر خسرو القبادياني المروزي، ولد في بلدة قباديان من نواحي مدينة بلخ سنة 394هـ/ 1003م.

## حياته
عاش في مرو، ونال فيها ثقافة واسعة، والتحق بخدمة السلطان محمود بن سبكتكين، ثم ابنه السلطان مسعود، ولما نجح السلاجقة في القضاء على الدولة الغزنوية، التحق ناصر خسرو بخدمة جغري بك داود السلجوقي حاكم خراسان وتولى أمر خزانته في مرو مدة طويلة حتى نسب إليها. نشأ ناصر علي مذهب أهل السنة وقرأ الفلسفة وأطلع على عقائد المذاهب المختلفة التي كانت تزدحم في خراسان فاعتراه تحول نفسي وحيرة كادت تصل إلى الإلحاد، فعزم على القيام برحلة إلى الشام ومصر والحجاز.

## آثاره
أهم آثاره الفارسية هم آلاتون:
1. سفرنامه أو كتاب رحلاته التي قام بها.
2. الديوان وهو مجموعة ما قال من أشعار
3. روشنائی‌نامه أو كتاب الضياء عبارة عن مثنوية تشتمل علي 579 بيتاً منظومة في بحر الهزج المسدس.
4. سعادتنامه أو كتاب السعادة
5. زادالمسافرين
6. خوان اخوان في الفلسفة
7. جامع الحكمتين في الكلام
8. گشایش و رهایش

وآثاره العربية:
1. عجائب الحساب وغرائب الحساب في علم الحساب، غير موجود حاليا

## آراؤه الدينية
كان ناصر خسرو شيعياً من فريق إسماعيلية ولكنه لا يشارك الكسائي كراهيته للخلفاء الثلاثة‌ الراشدين أبي بكر وعمر وعثمان. والشاعر يبالغ في إطراء علي وشيعته وفاطمة والأئمة وسلمان الفارسي والمختار الذي انتقم لموقعة كربلاء. أما الخليفة العباسي فيذكره الشاعر باسم الشيطان العباسي أو ديو عباسي. وهو يذم أهل السنة ويسميهم الناصبيين كما يذم ثلاثة من أئمة المذاهب السنية وهم أبي حنيفة ومالك والشافعي.

## وفاته
عاد ناصر خسرو إلى بلخ وقف حياته على التبشير بالمذهب الإسماعيلي، ولكن السلاجقة الذين تولوا حكم إيران في ذلك الوقت لاحظوا خطر دعوته واضطهدوه، ففر منهم إلى بلاد ما وراء النهرين وهناك توفي سنة 453هـ/ 1061م، في وادي يمكان التابع لمقاطعة لمقاطعة بدخشان الواقعة في أقصى شمال شرق أفغانستان. بعد أن عاش سنين طويلة كتب فيها أكثر أشعاره.

## روابط خارجية
- ناصر خسرو على موقع الموسوعة البريطانية (الإنجليزية)